# Phaethornis yaruqui
El ermitaño de Yaruqui, (Phaethornis yaruqui), también denominado ermitaño del Pacífico (en Colombia), ermitaño bigotiblanco (en Panamá y Ecuador) o ermitaño moteado, es una especie de ave apodiforme de la familia Trochilidae, perteneciente al numeroso género Phaethornis. Es nativo del extremo sur de América Central y noroeste de América del Sur.

## Distribución y hábitat
Se distribuye por la región del Chocó del oeste de Colombia (desde el norte del departamento de Chocó) y oeste de Ecuador (hasta El Oro) y muy probablemente en el extremo sureste de Panamá (sur de Darién).
Esta especie es considerada generalmente común en sus hábitats naturales: el sotobosque de selvas húmedas montanas y pre-montanas, los crecimientos secundarios húmedos, los arbustales densos y plantaciones. Principalmente por debajo de los 2000 m de altitud, mayormente por debajo de los 1200 m. Generalmente con presencia de heliconias.

## Descripción
Mide en promedio 13 cm de longitud. Pico curvado de 46 mm, con la mandíbula roja en la base. Presenta corona cobriza bronceada, una mancha oscura detrás de cada ojo, bordeada de una línea blancuzca a amarillenta, más notoria en la hembra; el plumaje del dorso e verde metálico, el de las partes inferiores verde grisáceo, con una línea blancuzca entre la garganta y el pecho; cola negra azulada, con las plumas centrales con puntas blancas y blancuzca por debajo.

## Sistemática

### Descripción original
La especie P. yaruqui fue descrita por primera vez por el ornitólogo francés Jules Bourcier en 1851 bajo el nombre científico Trochilus yaruqui; su localidad tipo es: «vecindades de Yaruquí, Ecuador».

### Etimología
El nombre genérico masculino «Phaethornis» se compone de las palabras del griego «phaethōn» que significa ‘sol’ y «ornis» que significa ‘pájaro’; y el nombre de la especie «yaruqui», se refiere a la localidad tipo, Yaruquí, Ecuador.

### Taxonomía
Los análisis genéticos indican que la presente especie es hermana de Phaethornis guy. La población del oeste de Colombia ya fue separada en una subespecie P. yaruqui sanctijohannis, pero la descripción fue baseada en un ejemplar inmaduro y se considera un sinónimo. Es monotípica.